# Salka Viertel
Salka Viertel, geborene Salomea Sara Steuermann, auch Mea Steuermann (* 15. Juni 1889 in Sambor, Österreich-Ungarn; † 20. Oktober 1978 in Klosters, Schweiz), war eine österreichisch-amerikanische Schauspielerin und Drehbuchautorin.

## Leben
Salka Viertels Vater, Joseph Steuermann, war ein jüdischer Rechtsanwalt und lange Zeit Bürgermeister von Sambor, bevor ihn der aufkeimende Antisemitismus zwang, auf sein Amt zu verzichten. Ihre Mutter Auguste Steuermann starb 1952 bei Salka in Santa Monica. Ihre Geschwister waren der Komponist und Pianist Eduard Steuermann, Rosa (Ruzia, seit 1922 mit Josef Gielen verheiratet, † 1973) und der polnische Fußballnationalspieler Zygmunt Steuermann.
Salka Viertel debütierte als Salome Steuermann am Pressburger Stadttheater. Dem folgten einige Engagements in typischen Kurorten der österreichisch-ungarischen Monarchie. 1911 spielte sie kurz unter Max Reinhardt in Berlin, woraufhin sie einem Angebot 1913 nach Wien an die Neue Wiener Bühne folgte. In Wien lernte sie auch ihren späteren Mann, den Autor und Regisseur Berthold Viertel kennen. Die beiden heirateten 1918; 1947 wurde die Ehe geschieden, der die drei Söhne Hans (1919–1970), Peter (1920–2007) und Thomas (1925–2009) entstammen. 1920 ging Salka nach Hamburg ans Große Schauspielhaus, später nach Düsseldorf. Berthold arbeitete ab 1920 in Berlin, wo er das Kollektivtheater „Die Truppe“ gründete und für die UFA arbeitete. 1928 ging die Familie nach Hollywood, wo Berthold Viertel bei der Fox Film Corporation auf Betreiben F.W. Murnaus einen Vertrag als Regisseur und Autor erhielt. Ursprünglich war nur ein dreijähriger Aufenthalt in den USA geplant. Wegen der unsicheren Lage in Deutschland, wo sie zuvor gearbeitet hatten, beschlossen sie aber 1932, im Exil zu bleiben.
Salka Viertel wirkte mit wenig Erfolg in einigen Filmen mit. Sie selbst sagte, sie sei „weder schön noch jung genug“ für eine Karriere beim Film gewesen. Einer ihrer wohl erfolgreichsten Filme war die deutsche Version von Anna Christie, in der sie auf Bitten ihrer Freundin Greta Garbo die Rolle der Marty übernahm, die im Original von Marie Dressler gespielt worden war.
In der Folgezeit war sie eine Art inoffizielle Mentorin für Greta Garbo und wirkte an einigen Drehbüchern der Schauspielerin mit, darunter Königin Christine, Anna Karenina und Die Frau mit den zwei Gesichtern. Der Plan, gemeinsam mit dem ebenfalls im amerikanischen Exil lebenden Bertolt Brecht ein „kommerzielles Drehbuch“ für Hollywood zu schreiben, scheiterte allerdings.
In Los Angeles lebten die Viertels anfangs in der Fairfax Avenue, dann mieteten sie ein Haus in der Mabery Road in Santa Monica, das sie schließlich erwarben. Nach ihrer Scheidung und vor ihrer Rückkehr nach Europa lebte Salka Viertel in Brentwood unweit von Santa Monica.
In Santa Monica hatte Viertel einen Salon, in dem über die Jahre auch viele Exilanten und Prominente verkehrten. Zu ihren Gästen zählten über die Jahre neben Sergej Eisenstein und Charlie Chaplin auch Arnold Schönberg, Christopher Isherwood, Hanns Eisler, Bertolt Brecht, Max Reinhardt und Thomas Mann. In den 1930er und 40er Jahren engagierte sie sich im Kampf gegen den Nationalsozialismus. So war sie an der Gründung des „European Film Fund“ beteiligt, der Verträge mit den großen Hollywood-Studios vermittelte. Dadurch erhielten z. B. Leonhard Frank, Heinrich Mann, Alfred Polgar, Walter Mehring und Friedrich Torberg lebensrettende „Emergency Visa“ und konnten den Nazis entkommen. Mit Beginn des Kalten Krieges geriet Viertel in der McCarthy-Ära unter Verdacht, Kommunistin zu sein und konnte deswegen in Hollywood nicht mehr arbeiten.
1953 verließ sie die USA und ließ sich in Klosters in der Schweiz nieder, wo später auch ihr Sohn Peter und dessen Frau Deborah Kerr lebten. 1969 erschien ihre Autobiografie Das unbelehrbare Herz.

## Filmografie

### Darstellerin (Auswahl)
- 1929: Seven Faces
- 1930: Die Maske fällt
- 1930: Anna Christie
- 1931: Die heilige Flamme

### Drehbuch (Auswahl)
- 1933: Königin Christine (Queen Christina)
- 1934: Der bunte Schleier (The Painted Veil)
- 1935: Anna Karenina
- 1938: Maria Walewska
- 1941: Die Frau mit den zwei Gesichtern (Two-Faced Woman)
- 1947: Das tiefe Tal (Deep Valley)
- 1954: Frauen (L’Amante di Paride)
- 1959: Wolgaschiffer (I Batalliere del Volga)

## Schriften
- The Kindness of Strangers. Holt, Rinehart and Winston, New York 1969.
  - The Kindness of Strangers. New York Review Books, New York 2019, ISBN 978-1-68137-274-7 (Einleitung von Lawrence Weschler, Nachwort von Donna Rifkind).
- Das unbelehrbare Herz. Claassen, Hamburg/Düsseldorf 1970. (Rowohlt, Reinbek bei Hamburg 1987, ISBN 3-499-12102-6)
  - Das unbelehrbare Herz. Erinnerungen an ein Leben mit Künstlern des 20. Jahrhunderts. (= Die andere Bibliothek. Band 313). Eichborn Verlag, Frankfurt am Main 2011, ISBN 978-3-8218-6235-4.